# 직류

직류(直流, direct current, 약자 DC) 또는 연속 전류(連續電流)는 높은 전위에서 낮은 전위로 전선과 같은 도선을 통한 전류의 연속적인 흐름이다. 직류에서 전하는 교류(AC)와는 다르게 항상 같은 방향으로 흐른다. 따라서 직류는 전하의 방향, 극성이 항상 같다. 하지만 크기는 다를 수 있다(ex : 정류회로의 출력).
직류의 옛 이름은 갈바니 전류였다.

## 다양한 정의

직류의 유형

직류라는 용어는 하나의 극성 또는 전류 극성만을 사용하고 전압, 전류의 상수, 제로 주파수 또는 천천히 변하는 지역 평균값을 나타내기 위해 사용된다. 예를 들어, 직류 전압원은 직류원을 통과하는 전류와 동일하다. 전기 회로의 직류 솔루션은 모든 전압과 전류가 일정한 솔루션이다. 이것은 임의의 고정 전압 또는 전류 파형이 직류 성분의 합과 평균이 0일 때 시변 성분으로 분해될 수 있음을 나타낸다. 직류 성분은 예상되는 값, 모든 시간에 걸친 전압 또는 전류의 평균값으로 정의된다.
DC는 "직류"를 의미하지만, DC는 종종 "일정한 극성"을 나타낸다. 이러한 정의에서, 직류 전압은 원시 출력 또는 전화선의 변동하는 음성 신호에서 볼 수 있듯이 시간에 따라 달라질수 있다.

## 같이 보기
- 교류
- 초고압직류송전 (HVDC)